# Gyantaolaj
A gyantaolaj a természetes gyanták száraz lepárlásával  vagy savval katalizált dekarboxilezésükkel nyert, 200–300°C között forró olajok gyűjtőneve. Ezeket a leggyakrabban fenyőgyantákból állítják elő úgy, hogy azokat desztillálás előtt savtalanítják.
Lakkok, nyomdafestékek, kocsikenőcsök alapanyagaként használatosak.